# Козел Ганна Макарівна
Ганна Макарівна Козел (нар. 1 липня 1916, с. Бобриця — 2006, с. Рихальське) — передовик сільського господарства Української РСР, свинарка радгоспу «Рихальський» Ємільчинського району Житомирської області, Герой Соціалістичної Праці (1966).

## Нагороди
Указом Президії Верховної Ради СРСР від 22 березня 1966 року «за особливі заслуги в розвитку сільського господарства і досягнення високих показників у виробництві … м'яса … та впровадження у виробництво досягнень науки і передового досвіду», Козел Ганні Макарівні присвоєне звання Героя Соціалістичної Праці з врученням ордена Леніна і золотої медалі «Серп і Молот».
Також нагороджена орденом Трудової Слави 3-го ступеня (14.02.1975) і медалями.